# Liste von Panzerabwehrhandwaffen gemäß den Kennblättern fremden Geräts D 50/1

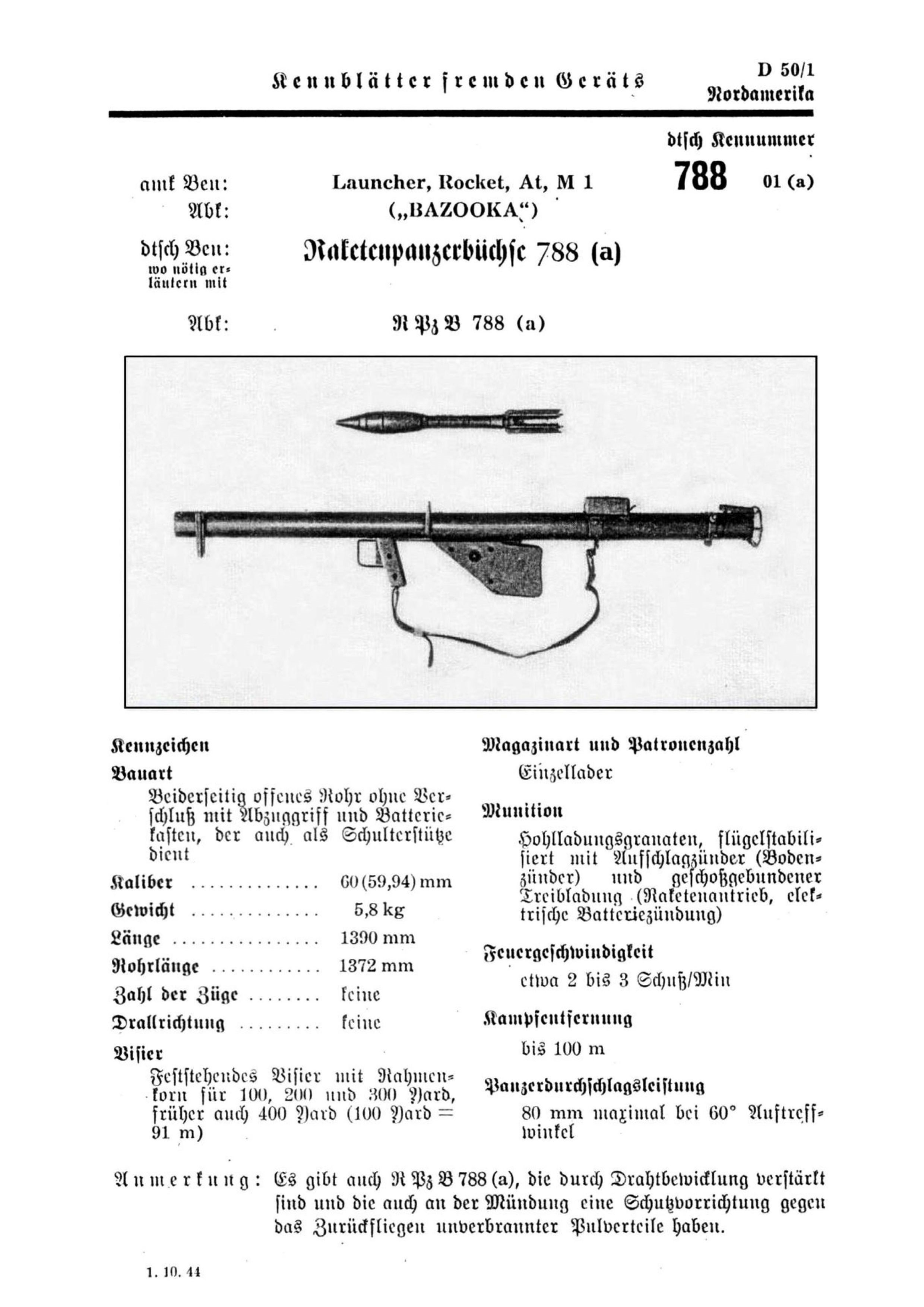
Kennblattbeispiel zu
D 50/1 Nr 788 (a)

In dieser Liste von Panzerabwehrhandwaffen gemäß den Kennblättern fremden Geräts D 50/1 werden Fremdgeräte vom Typ Panzerabwehrhandwaffe aufgeführt, die vom Heereswaffenamt verzeichnet wurden.
Nachfolgend ein Überblick/Auszug zur offiziellen Dokumentation Kennblätter fremden Geräts D 50/1: Handwaffen.

## Hinweise zur Liste
Aufbau der Tabelle
Untenstehende Tabelle führt folgenden Spalteninhalte:
- dtsch. Kennnr. (deutsche Kenn-Nummer), dies entspricht dem Originalindex in den Kopfzeilen der Kennblätter mit Kennnummer, Stoffgebietenummer und Beutezeichen.
- Abk. dtsch. Ben. (Abkürzung deutsche Benennung), Originalbezeichnung entnommen aus der fünften Zeile der Kennblätter.
- Landesbez. nach HWA (Heereswaffenamt), Originalangaben entnommen aus der ersten Zeile der Kennblätter.
- (Wikipedia-Artikel) Link zum Wikipedia-Artikel in runden Klammern in der zweiten Zeile unter Landesbez. nach HWA.
- Bild, eine Bildauswahl aus Wikipedia für dieses Objekt.
- Kal. mm (Kaliber), entnommen aus den technischen Angaben der Kennblätter.
- Bemerkungen, Originalangaben entnommen aus den erweiterten Angaben der Kennblätter.

 Info: Die in der Tabelle angegebenen Originaleinträge sollen nicht geändert werden, weil diese den Angaben aus den Kennblättern entsprechen. Nach neuerem Forschungsstand sind teilweise Errata in den Kennblättern erkannt worden. Diese werden unten im Abschnitt Anmerkungen jeweils zur Kenn-Nummer erläutert. Die Wikilinks in den runden Klammern sollten das Lemma der entsprechenden Artikel in Wikipedia enthalten.
| dtsch. Kennnr. | Abk. dtsch. Ben.   | Landesbez.nach HWA (Wikipedia-Artikel)                   | Bild             | Kal. mm | Bemerkungen                                             |
| -------------- | ------------------ | -------------------------------------------------------- | ---------------- | ------- | ------------------------------------------------------- |
| 770 01 (i)     | Pz. B. 770 (i)     | Fucile anticarro (Panzerbüchse Modell 1935)              |                  | 7,92    | wurde aus deutscher Beute in Polen an Italien geliefert |
| 770 01 (p)     | Pz. B. 770 (p)     | Karabin 35 (Panzerbüchse Modell 1935)                    |                  | 7,92    |                                                         |
| 775 01 (r)     | Pz. B. 775 (r)     | in D 50/1 keine Angabe (Tankgewehr M1918)                |                  | 12,7    | Einzellader, durch Pz. B. 783 (r) ersetzt               |
| 776 01 (r)     | Pz. B. 776 (r)     | in D 50/1 keine Angabe (Tankgewehr M1918)                |                  | 12,7    | Mehrlader, durch Pz. B. 783 (r) ersetzt                 |
| 782 01 (e)     | Pz. B. 782 (e)     | Anti-tank rifle R. B. Mk I (Panzerbüchse Boys)           |                  | 13,9    |                                                         |
| 783 01 (r)     | Pz. B. 783 (r)     | PTR-Degtjarew M 41 (PTRD)                                |                  | 14,5    |                                                         |
| 783 01 (r) 3   | Pz. B. 783 (r)     | PTR-Degtjarew M 41 (PTRD)                                | Patronentasche   | 14,5    |                                                         |
| 784 01 (r)     | Sl. Pz. B. 784 (r) | PTR "Simonow" Mod. 41 (Simonow PTRS-41)                  |                  | 14,5    |                                                         |
| 785 01 (h)     | Pz. B. 785 (h)     | Geweer IP IS-1100 (Solothurn S-18/1100)                  | <                | 20      |                                                         |
| 785 01 (i)     | Pz. B. 785 (i)     | Fucile anticarro (Solothurn S-18/1100)                   |                  | 20      | entspricht der Pz. B. 785 (h)                           |
| 785 01 (i) 4   | Pz. B. 785 (i)     | Fucile anticarro (Solothurn S-18/1100)                   | Fahrbare Lafette | 20      |                                                         |
| 788 01 (a)     | R. Pz. B. 788 (a)  | Launcher, Rocket, At, M1 („BAZOOKA“) (Bazooka)           |                  | 60      |                                                         |
| 789 01 (e)     | Pz. B. 789 (e)     | Projector, Infantry, Anti-Tank, Mark I "P.I.A.T." (PIAT) |                  | 83      |                                                         |